# Jota González

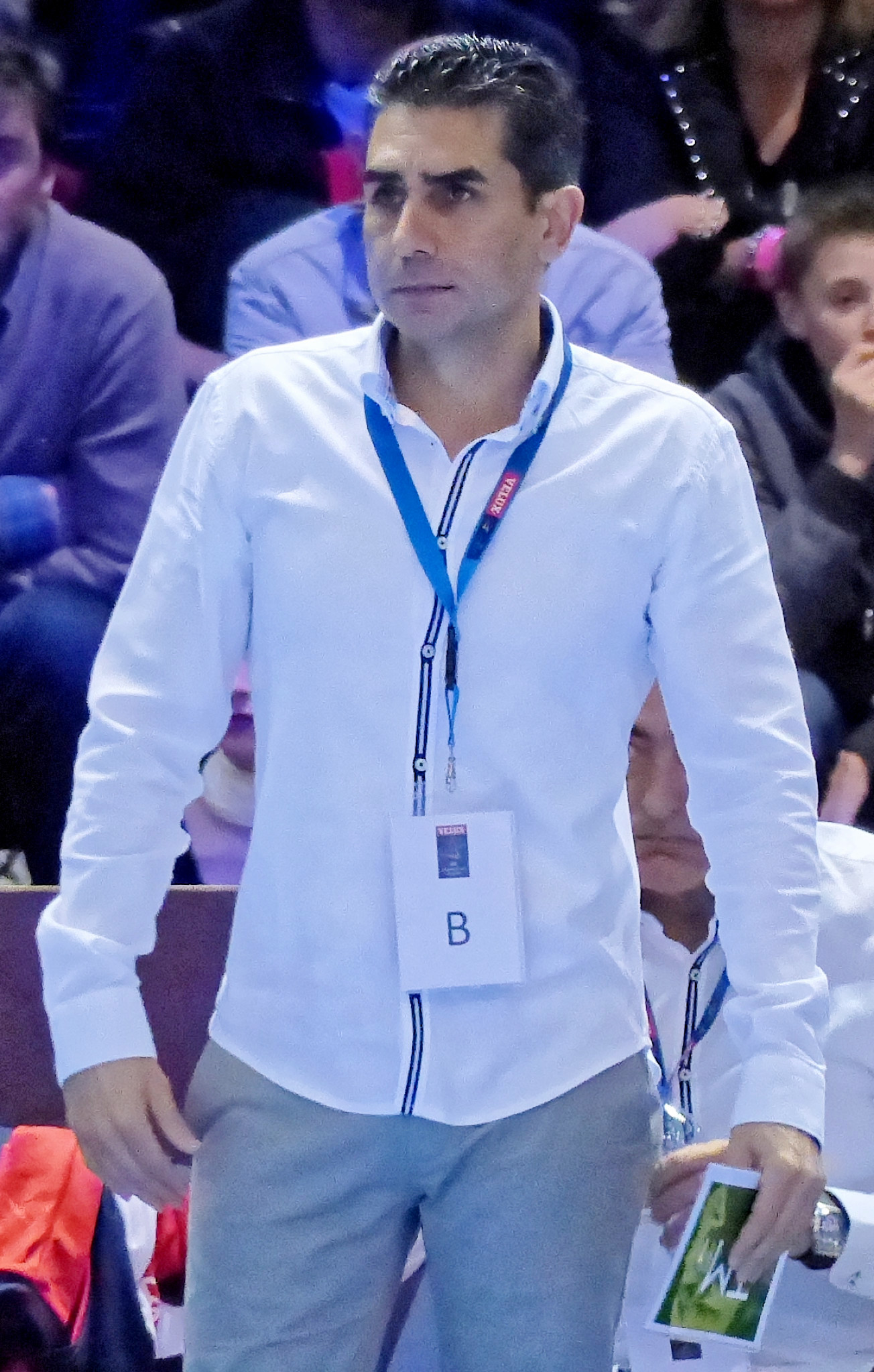
Jesús Javier González Fernández (2014)

Jesús Javier González Fernández (Valladolid, 2 de febrero de 1972) es un  entrenador de balonmano español, que actualmente ejerce como entrenador del Benfica, de la liga portuguesa de balonmano y como seleccionador nacional de Polonia.

## Biografía
Está licenciado en Matemáticas. Ha sido profesor en el colegio Amor de Dios de su ciudad natal y en la UVa. Estudió COU en el colegio San Viator de Vitoria.

## Carrera deportiva
Comenzó su andadura balonmanista junto a Raúl González y Juan Carlos Pastor como 2.º entrenador y responsable de las categorías inferiores del Club Balonmano Valladolid, donde consiguió 2 Copas de S.M. el Rey y una Copa Asobal con el primer equipo. En categoría juvenil alcanzó 4 campeonatos de España, uno en cadete, uno más en junior, 3 campeonatos de 2.ª división nacional y sus correspondientes ascensos a 1.ª Nacional en 10 temporadas.
Entrenó al Naturhouse-La Rioja, de la liga ASOBAL, desde la temporada 2007-08 (segunda campaña de este equipo en tal competición) hasta la 2017-18. En su trayectoria destaca la clasificación de su equipo para la Copa EHF en la temporada 2008-09, en la que alcanzó las semifinales. En la temporada 2012-13 su escuadra quedó finalista de la Copa del Rey y de la Recopa de Balonmano, además de tercera del campeonato, y con derecho a disputar la liga de Campeones Europea. En la temporada 2013-14 su equipo quedó clasificado 2.º de la competición.
En las temporadas 2010-11 y 2012-13 por votación de la prensa se le eligió como el mejor entrenador de la liga ASOBAL.